# Franco Jhon
Franco Marcelo Hernani Jhon Oviedo (Lima, 14 de julio de 1999) es un futbolista peruano. Juega como extremo derecho y 
actualmente se encuentra sin club.

## Trayectoria
Jugador formado en las inferiores del Club Universitario de Deportes.
Durante los últimos años ha pasado por equipos peruanos como: Universitario de Depoetes , Cusco FC, Juan Aurich y Sport Boys.

## Clubes
| Equipo                    | País | Año       | PJ  |  |
| ------------------------- | ---- | --------- | --- |  |
| Universitario de Deportes | Perú | 2016-2020 | 200 |  |
| Cusco FC                  | Perú | 2020      | 1   |  |
| Juan Aurich               | Perú | 2021-2023 | 2   |  |
| Sport Boys                | Perú | 2024-2025 | -   |  |